# Кубок Бангладеш з футболу 2020—2021
Кубок Бангладеш з футболу 2020—2021 — 32-й розіграш кубкового футбольного турніру у Бангладеш. Титул володаря кубка вдруге поспіль здобув Башундхара Кінгс.

## Календар
| Раунд           | Дата              | Матчі | Клуби  |
| --------------- | ----------------- | ----- | ------ |
| Груповий турнір | 22-30 грудня 2020 | 15    | 13 → 8 |
| 1/4 фіналу      | 1-4 січня 2021    | 4     | 8 → 4  |
| 1/2 фіналу      | 6-7 січня 2021    | 2     | 4 → 2  |
| Фінал           | 10 січня 2021     | 1     | 2 → 1  |

## 1/4 фіналу
| Команда 1             | Рахунок      | Команда 2                 |
| --------------------- | ------------ | ------------------------- |
| 1 січня 2021          |              |                           |
| Шейх Руссель          | 0:2 дч       | Абахані Читтаґонґ         |
| 2 січня 2021          |              |                           |
| Саїф Спортінг Клаб    | 2:2 пен. 7:6 | Мохамеддан                |
| 3 січня 2021          |              |                           |
| Башундхара Кінгс      | 2:0          | Шейх Джамал Дхамонді Клаб |
| 4 січня 2021          |              |                           |
| Дакка Абахані Лімітед | 1:0          | Уттар Барідхара Клуб      |

## 1/2 фіналу
| Команда 1         | Рахунок | Команда 2             |
| ----------------- | ------- | --------------------- |
| 6 січня 2021      |         |                       |
| Абахані Читтаґонґ | 0:3     | Саїф Спортінг Клаб    |
| 7 січня 2021      |         |                       |
| Башундхара Кінгс  | 3:1 дч  | Дакка Абахані Лімітед |

## Фінал
| 10 січня 2021 |

| Саїф Спортінг Клаб | 0:1      | Башундхара Кінгс |
| ------------------ | -------- | ---------------- |
|                    | Протокол | Бекерра 52'      |

| Національний стадіон Бангабанду, Дакка Арбітр: Джалал Уддін |